# Jan Duchoslav Panýrek
Jan Duchoslav Panýrek (19. června 1839 Stražiště – 18. srpna 1903 Hradec Králové) byl český středoškolský profesor a popularizátor přírodních věd. Vyučoval na reálce v Rokycanech (1862–1870) a na učitelském ústavu v Hradci Králové (1870–1899). Prosazoval induktivní metodu vyučování, vedl budoucí učitele k názornému výkladu. Proslavil se jako autor učebnic fyziky a chemie, návodů k provádění kouzelnických triků, ale i satirických básní a epigramů. Používal také pseudonym Hanuš Zlivecký.

## Život
Narodil se 19. června 1839 v obci Stražiště 35 – Na Lhotkách (část obce Počaply v okrese Příbram) jako syn ovčáka Jana Panýrka původem z nedaleké Zlivi u Volenic. Navštěvoval obecnou školu v Bubovicích, hlavní školu v Březnici, reálku (1852–1858) a stavovský polytechnický ústav (1858–1862) v Praze. Roku 1862 byl přijat jako zatímní učitel na nižší reálce v Rokycanech, o dva roky později získal na této škole stálé místo jako učitel nauk přírodních. V roce 1870 byl přeložen na učitelský ústav do Hradce Králové.
Byl středoškolským profesorem přírodních věd (zoologie, botanika, mineralogie, fyzika, chemie, hospodářství, somatologie). Měl didaktický talent. Vychoval tisíce učitelů. Vedl své studenty k názornému vyučování pomocí pokusů a učil je sestrojovat vlastní pomůcky, přičemž nejvíce oceňoval ty jednoduché a praktické. Byl průkopníkem induktivního vyučování (od konkrétního k obecnému). Popularizoval fyziku a chemii mezi mládeží publikováním návodů k zábavným pokusům (viz sekci Dílo).
Roku 1869 získal jednu z bronzových cen za učební pomůcky na hospodářsko-průmyslové výstavě v Plzni. Pomůckami pro výuku fyziky se účastnil i světové výstavy ve Vídni r. 1873. O rok později byl přijat za člena c. k. zkušební komise pro školy obecné a měšťanské.
V srpnu 1894 mu císař František Josef I. udělil zlatý záslužný kříž s korunou.
Roku 1899 odešel do výslužby. Zemřel 18. srpna 1903 v Hradci Králové na marasmus.

## Dílo
V mládí přispíval satirickými a příležitostnými básněmi a epigramy do časopisů (Humoristické listy, Obrazy života, Dalibor, Lada, Lumír, Rodinná kronika, Štěpnice) a almanachů (Růže, Horník). Příkladem je Na velký pátek (1860), Hrozná a velmi pohnutlivá lamentace (1861) a Na oltář vlasti (1861). Udržoval přátelské vztahy s Nerudou, Heydukem a Wünschem. Roku 1867 uveřejnil ve Štěpnici návody na chemické pokusy pod titulem Malý lučebník.
Knižně vyšly mj. tyto jeho práce:
- Písně z hladu: nová růže stolistá (1862), sbírka satirických básní s originálními náměty,[20] v nichž zesměšňoval tehdejší populární hesla.[5] Neruda v recenzi pochválil jeho epigramatický talent.[15] (online)
- Malý kouzelník: hojná sbírka vybraných pokusův eskamotérských (1863 s řadou reedic), pod pseudonymem Hanuš Zlivecký (online 1863 a 1873)
- Skladná i rozborná chemie v úlohách (1868), učebnice pro střední školy. Autor reagoval na úpravu studijního plánu, kdy byl úředně snížen počet vyučovacích hodin při zachování rozsahu učiva. Kniha proto klade důraz na samostudium žáků. Pozitivně ji ocenil např. Jiljí Vratislav Jahn.[21] (online)
- Učebná kniha silozpytu čili fysiky (1872, podle německého originálu od Franze Hoffmanna), pro průmyslové školy (online)
- Přírodozpyt, to jest, Fysika a chemie (3 díly, 1878–1880), pro měšťanské školy. Recenze chválila výrazně vyšší kvalitu oproti dosavadním učebnicím, zejména využíváním příkladů, ilustrací a postupem od běžných znalostí k obecným pravidlům.[22][23] Jednalo se o první českou učebnici založenou na induktivní metodě.[15][p 1] (Online: 1. díl, 2. díl, 3. díl.) Byla vydávána opakovaně až do 20. let 20. století, přičemž pozdější reedice upravil Josef Drnec. V letech 1921–1928 byla Drncova verze také přeložena do slovenštiny jako Panýrkov Prírodozpyt pre meštianske školy (překlad Peter Vencel).
- Krátký přírodozpyt (silozpyt a lučba) pro obecné a pokračovací školy (1891) (online)
- Nařízení o zdravotnictví na školách obecných v království Českém (1891)

Ukázkou jeho satirického humoru je Píseň z hladu VII.:
Buď v světě dobrák největší

a neměj žádné žluče,

pak někdo za tvou dobrotu

tě z lásky ještě stluče.

Vždyť potkal osud podobný

náš národ holubičí —

kéž zhynou všichni dobráci,

aneb nás osud zničí.

## Příbuzenstvo
26. listopadu 1863 se v pražském kostele sv. Petra na Poříčí oženil s Kateřinou Jansovou (1831).
- Syn Otakar[26] (1864–1879), student gymnázia, zemřel na neštovice[8] (uváděla se také otrava krve).[27] Otec mu r. 1873 věnoval jedno z rozšířených vydání knihy Malý kouzelník.
- Dcera Zdenka[28] (1865)
- Syn Duchoslav Panýrek[29] (1867–1940) byl známý pražský lékař a popularizátor zdravotnických poznatků.[30]